# Leccinum holopus

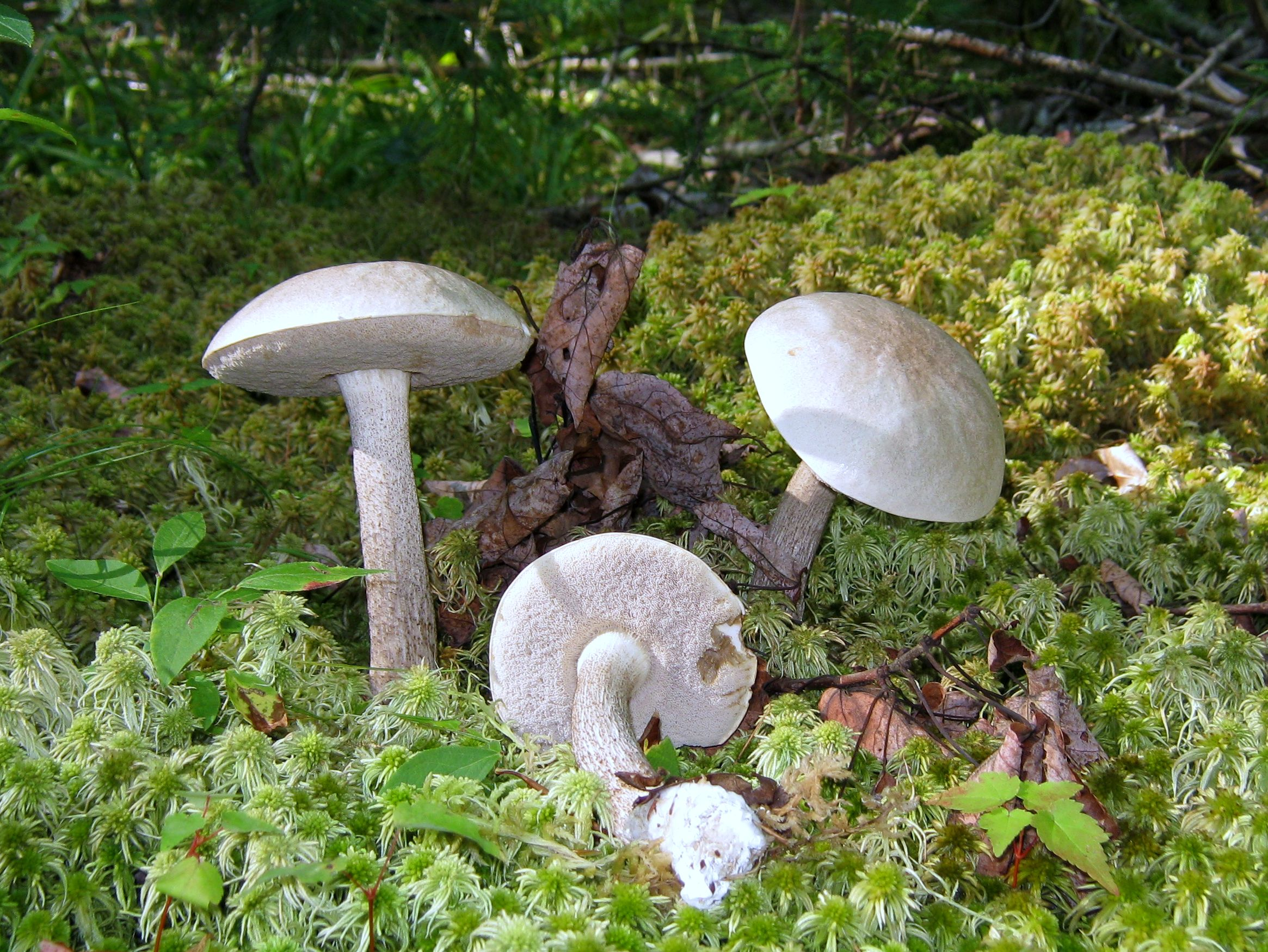
Okazy rosnące wśród torfowców

Leccinum holopus (Rostk.) Watling – gatunek grzybów z rodziny borowikowatych (Boletaceae).

## Systematyka i nazewnictwo
Pozycja w klasyfikacji według Index Fungorum: Leccinum, Boletaceae, Boletales, Agaricomycetidae, Agaricomycetes, Agaricomycotina, Basidiomycota, Fungi.
Po raz pierwszy takson ten zdiagnozował w 1844 r. Friedrich Wilhelm Rostkovius nadając mu nazwę Boletus holopus. Obecną, uznaną przez Index Fungorum nazwę nadał mu w 1960 r. Roy Watling przenosząc go do rodzaju Leccinum.
Synonimy:

- Boletus holopus Rostk. (in Sturm) Deutschl. Fl. 1844
- Krombholzia holopus (Rostk.) Pilát 1951
- Krombholziella americana (A.H. Sm. & Thiers) Šutara 1982
- Krombholziella holopus (Rostk.) Šutara (1982)
- Leccinum holopus var. americanum A.H. Sm. & Thiers 1971
- Leccinum holopus var. nucatum (Lannoy & Estadès) Klofac 2007
- Leccinum nucatum Lannoy & Estadès 1993
- Leccinum olivaceosum Lannoy & Estadès 1994
- Trachypus holopus (Rostk.) Konrad & Maubl. 1952
- Trachypus scaber f. holopus (Rostk.) Romagn. 1939[2].

Władysław Wojewoda wymienia go jako synonim Leccinum niveum (Fr.) Rauschert z polską nazwą borowik białawy. Jednak według Index Fungorum L. niveum to synonim Leccinum scabrum (koźlarz babka).

## Morfologia
KapeluszKapelusz biały lub białawy, o średnicy 5–15 cm.
RurkiRurki białawe, po uciśnięciu brązowieją.
TrzonBiaławy z białymi lub szarymi łuseczkami.
MiąższMiąższ biały, zazwyczaj różowiejący, czasem niebieskawy u podstawy.
Gatunki podobne
Podobny jest koźlarz ałtajski (Leccinum rotundifoliae), który ma podobną barwę, jednak preferuje suche tereny oraz nie przebarwia się na niebiesko u podstawy trzonu. Podobne mogą być również albinotyczne formy innych koźlarzy rosnących pod brzozą.

## Występowanie i siedlisko
Występuje w Ameryce Północnej i Europie. Władysław Wojewoda nie podaje żadnych stanowisk w Polsce, jednak jest znajdowany przez grzybiarzy.
Naziemny grzyb mykoryzowy. Rośnie od lipca do października pod brzozami na terenach podmokłych oraz torfowiskach.
Grzyb jadalny.